# L'Impératif
Pour les articles homonymes, voir Impératif.
Pour plus de détails, voir Fiche technique et Distribution.
L'Impératif (Imperativ) est un film allemand de Krzysztof Zanussi, sorti en 1982.

## Synopsis
Augustin, professeur trentenaire, universitaire passionné par les mathématiques auxquelles il consacre tout son temps, et jusqu'à présent farouche laïque, est soudainement assailli par des questions existentielles : quelle est la signification de la vie ? Existe-t-il un dieu ? Qu'y a-t-il après la mort ? Sa quête spirituelle l'emmène aux frontières de la folie.

## Fiche technique
- Titre original : Imperativ
- Titre français : L'Impératif
- Réalisation : Krzysztof Zanussi
- Scénario : Krzysztof Zanussi
- Costumes : Anna B. Sheppard
- Photographie : Slawomir Idziak
- Montage : Liesgret Schmitt-Klink
- Musique : Wojciech Kilar
- Sociétés de production : Telefilm Saar GmbH (Allemagne), SR (Saarländischer Rundfunk, Allemagne)
- Sociétés de distribution : Goethe Institut (vente à l'étranger), Les Films Molière (France)
- Pays d'origine :  Allemagne de l'Ouest
- Langues : allemand, anglais, russe
- Format : noir et blanc et couleur — 35 mm — 1.37:1 (Format 4/3) — monophonique
- Genre : drame
- Durée : 102 minutes
- Dates de sortie :
  - Italie : 28 août 1982 (Mostra de Venise)
  - France : 30 mars 1983
- Mentions CNC : tous publics, Art et Essai (visa d'exploitation no 56974 délivré le 26 mai 1983)

## Distribution
- Robert Powell : Augustin
- Brigitte Fossey : Yvonne
- Sigfrit Steiner : le professeur
- Leslie Caron : la mère
- Matthias Habich : le théologiste
- Jan Biczycki : le prêtre orthodoxe
- Zbigniew Zapasiewicz : le psychiatre
- Eugeniusz Priwieziencew : le fou
- Christoph Eichhorn : l'étudiant

## Récompenses
- Mostra de Venise 1982 : 
  - Prix d'interprétation masculine à Robert Powell
  - Grand prix du jury à Krzysztof Zanussi